# کتابخانه و بایگانی‌های کانادا
کتابخانه و بایگانی‌های کانادا (فرانسوی: Bibliothèque et Archives Canada‎) یک نهاد فدرال در کانادا است که وظیفهٔ کسب، حفظ و فراهم‌آوری دسترسی به میراث مستند کانادا را بر عهده دارد. این کتابخانه، پنجمین کتابخانهٔ بزرگ در جهان است.